# BA-27
Der BA-27 war das erste in der Sowjetunion im industriellen Stil in Serie produzierte Panzerwagen für die Rote Armee (RKKA). Das Fahrzeug war als Unterstützungsfahrzeug und für Aufklärungsfahrten konzipiert. Unter der Bezeichnung BA-27 wurden verschiedene Modelle zusammengefasst, die nacheinander entstanden.

## Entwicklung
Das Interesse der Roten Armee (RKKA – Rabotsche-krestjanskaja Krasnaja armija) entstand bereits aus dem Interesse des zaristischen Russlands vor der russischen Revolution heraus. Als die Autoindustrie in den 1920er Jahren auflebte, wollte die Armee zwei Kategorien von Fahrzeugen, ähnlich wie die Reichswehr, die sich aufteilten in leichte MG-Wagen und in schwere Waffenwagen mit Panzergeschützen. Der Name für diese Fahrzeuggruppe war Bronjeawtomobil, gepanzerte Automobile, bzw. BA, wenn in der Bezeichnung auch gelegentlich das A weggelassen wurde.
Man muss bedenken, dass die Kampfpanzer des Ersten Weltkrieges noch sehr langsam waren. Schon seit Napoleon’s Zeiten waren die großen Entfernungen zwischen den Städten ein taktisches Element der russischen Kriegsführung gewesen. Die gepanzerte Unterstützung der eigenen Kräfte in den Weiten Russlands für die eigene Kavallerie- und Infanterietruppen war deshalb für die sowjetische Militärführung in den 1920 bis 1930er Jahren anfänglich scheinbar eher mit den deutlich schneller fahrenden Radpanzern denkbar. Dies sollte sich mit der technischen Weiterentwicklung der Kettenfahrzeuge Ende der 1930er Jahre ändern, so dass die Bedeutung der gepanzerten Radfahrzeuge als Kampffahrzeuge abnahm.
Im Jahr 1927 wurde ein Fünfjahresplan erstellt, der die Fertigung von schweren Panzerwagen beinhaltete.
Aufbauend auf dem Chassis von AMO-F-15-Lastwagen, einem Nachbau des Fiat F-15, wurde ein erstes 8 mm stark gepanzertes Fahrzeug mit einer angetriebenen Hinterachse und einem Turm des T-16-Panzer-Prototypen konzipiert. Später wurde der gleiche Turm beim T-18MS verwendet. Die Panzerung war vollständig genietet.

## Produktion und Einsatz
Zwischen 1928 und 1931 wurden ca. 215 BA-27 gefertigt.
Als das Fahrwerk des Ford Modell AA verfügbar wurde, verwendete man dieses in der Hoffnung auf eine bessere Leistung. Doch das 4×2-Fahrwerk war mit der Panzerung überlastet. Erst eine Modernisierung auf ein 6×4-Fahrwerk zeigte mehr Erfolg, wurde aber nicht für viele Fahrzeuge durchgeführt.
Die Fahrzeuge waren auf alle Einheiten der Roten Armee verteilt und nahmen an den Konflikten dieser Zeit teil (Sowjetisch-Japanischer Krieg, Besetzung Polens, Winterkrieg).
Als der deutsche Überfall auf die Sowjetunion begann standen noch 193 BA-27 und BA-27M im Dienst. Einige Fahrzeuge wurden von der Wehrmacht erbeutet und vorübergehend bis 1942 eingesetzt, danach wurden sie zur Metallgewinnung verschrottet, da ihr Kampfwert als zu gering erachtet wurde.

## Variante

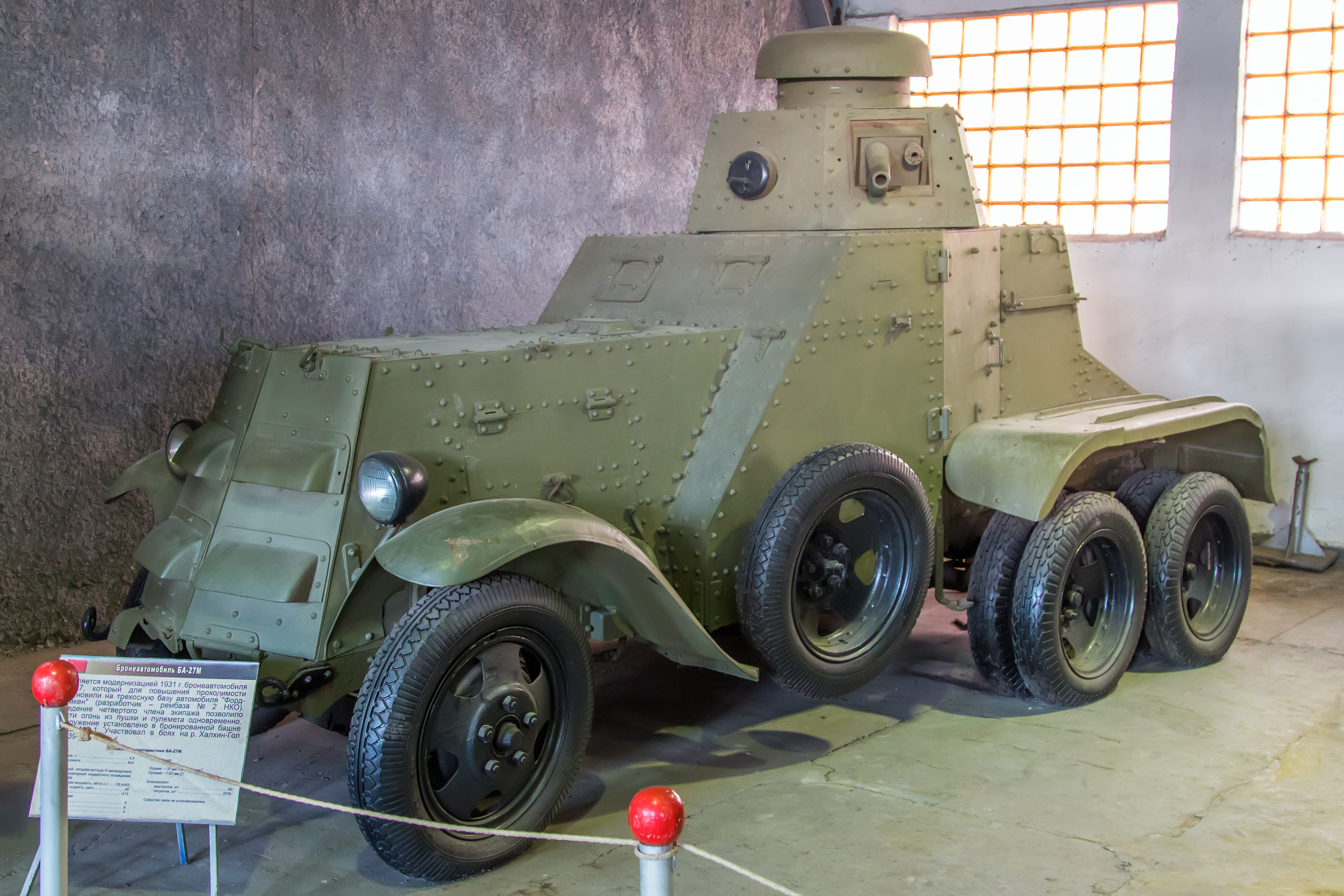
Dreiachsiger BA-27M auf Basis des Fahrgestells des Lastwagens GAZ-AAA im Panzermuseum Kubinka

- BA-27M – Der BA-27M war die modernisierte Ausführung des BA-27. Im Jahr 1936, nachdem die ersten BA-3 und BA-6 verfügbar waren, wurden zwanzig BA-27 umfassend modernisiert und im Reparaturwerk Rembaz No. 2 auf das 6×4-Fahrwerk des Ford Timken umgerüstet.

## Erhaltene Fahrzeuge und Reproduktionen
- BA-27 – Militärtechnisches Museum in Werchnjaja Pyschma, Oblast Swerdlowsk (Russland)
- BA-27M – Panzermuseum Kubinka (Russland)